# Allium falcifolium
Espèce
Classification APG III (2009)

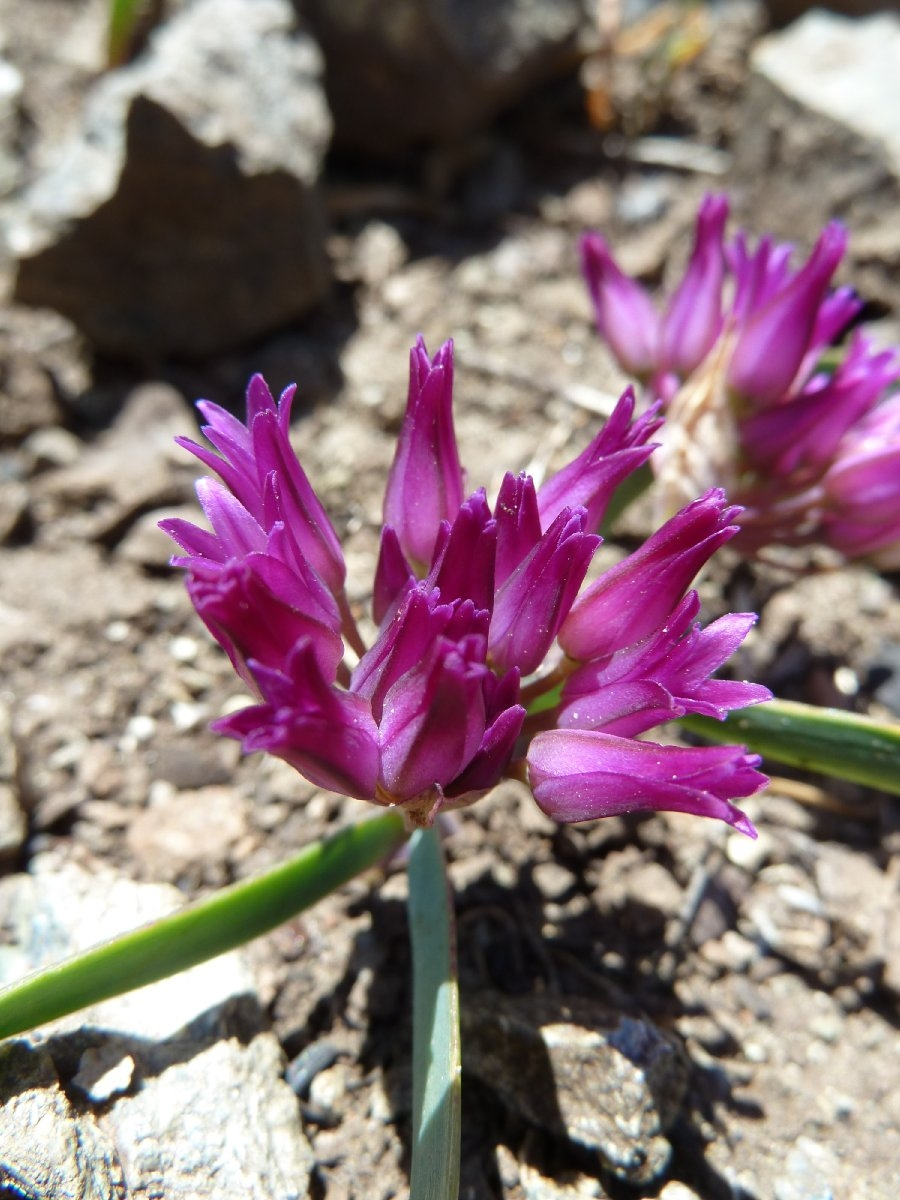
fleurs d'oignon à tige plate.

Allium falcifolium est une espèce de plante à fleurs du genre Allium et de la famille des Amaryllidaceae. C'est une plante sauvage connue sous le nom commun d’« oignon à tige plate » ou d’oignon « plat de la côte ». Elle est originaire du nord de la Californie et du sud de l’Oregon, où il pousse dans les sols lourds et rocheux, en particulier les sols serpentins.,

## Description
Allium falcifolium pousse à partir d’un bulbe brun rougeâtre d’un à deux centimètres de large. La tige vert rougeâtre ou jaunâtre est aplatie de manière à être épaisse au centre et mince le long des bords. Il a généralement deux feuilles, qui, comme son nom commun l’indique, sont courbées comme une faux. La tige est courte et surmontée d’une inflorescence de 10 à 30 fleurs, chacune d’entre elles mesurant un centimètre et demi de large. Chaque fleur a six tépales rosâtres, rouge-violet ou blancs striés de violet.

## Taxonomie
Le nom Allium falcifolium var. demissum Jeps. a été inventé en 1921, en se référant au taxon maintenant connu sous le nom de Allium siskiyouense Ownbey ex Traub.,
Il a pour synonymes :
- Allium breweri S.Watson
- Allium falcifolium var. breweri (S.Watson) M.E.Jones